# معركة شوستكا
كانت معركة شوستكا اشتباك عسكري في مدينة شوستكا بين القوات المسلحة الروسية والقوات المسلحة الأوكرانية  والتي بدأت في 24 فبراير 2022 أثناء الغزو الروسي المستمر لأوكرانيا. 

## المعركة
في 24 فبراير، شنت روسيا غارات جوية على شوستكا.  في وقت لاحق من ذلك اليوم، دخلت القوات الروسية شوستكا واندلع قتال في الشوارع  من قبل سكان شوستكا.
في 19 مارس، ورد أن القتال اشتد. وفي 20 مارس، أفادت الأنباء أن الجنود الروس قد استولوا على المدينة.